# Hermann Kirchhoff (Admiral)

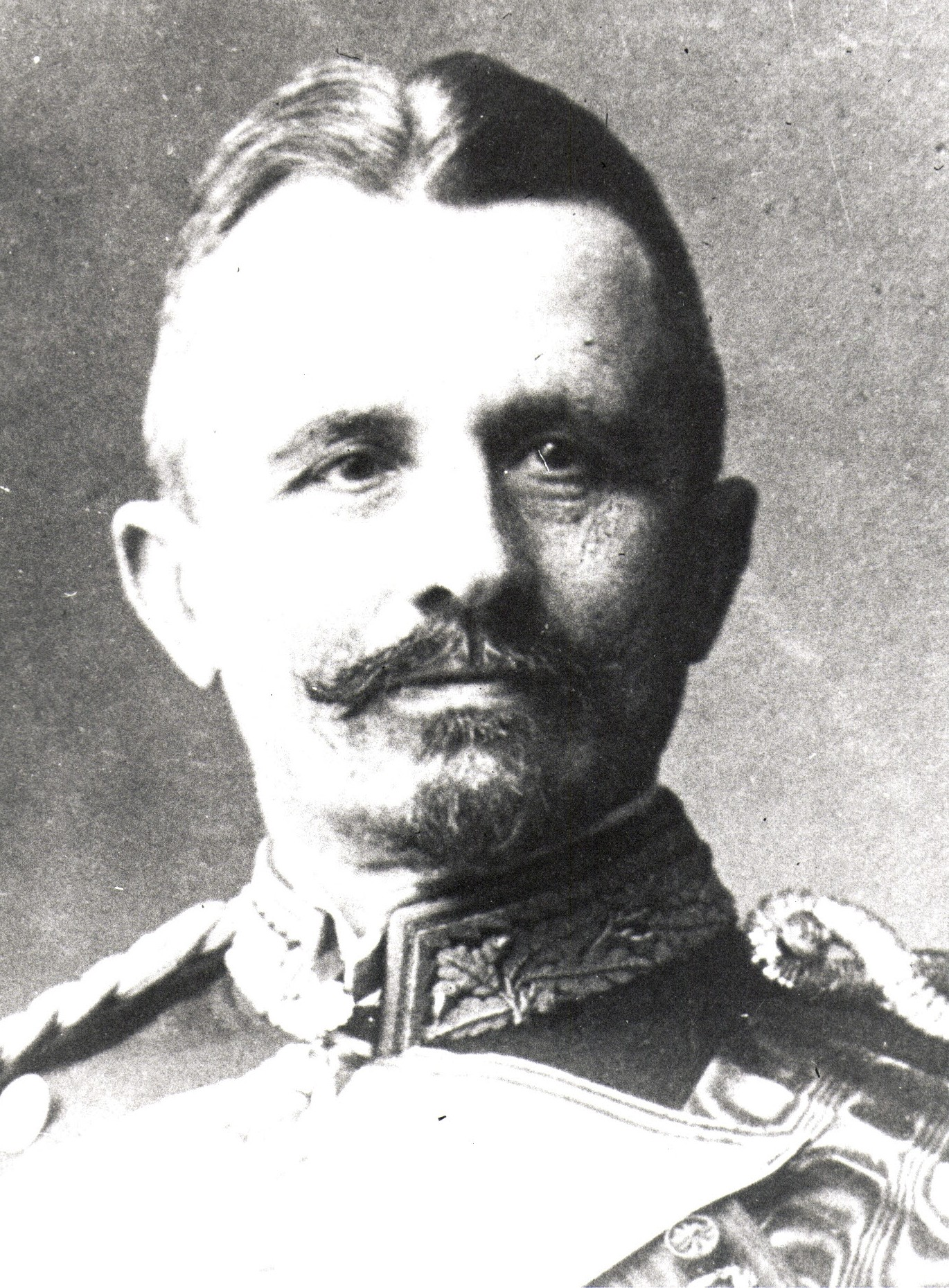
Admiral Kirchhoff

Hermann Kirchhoff (* 22. Februar 1851 in Hanerau; † 25. August 1932 in Strub) war ein deutscher Vizeadmiral und Militärhistoriker.

## Leben
Kirchhoff trat am 15. April 1867 in die Preußische Marine und fuhr nach der zweimonatigen Grundausbildung auf Gefion, Niobe, Thetis, Arcona und Hertha. Am 10. Dezember 1872 kam er als Kompanieoffizier für vier Monate zur II. Matrosendivision und zur II. Werftdivision. Am 15. April 1873 wurde er an die Marineschule Kiel versetzt. Ein Jahr später fuhr er als Leutnant zur See auf Ariadne und Renown wieder zur See. Nach vier Monaten als Kompanieoffizier und Lehrer wieder bei der II. Matrosendivision. Am 5. Februar 1875 kam er als Wachoffizier auf die Panzerfregatte Kaiser, zwei Monate später als Kommandant auf das Kanonenboot Tiger.
Am 1. Oktober 1875 wurde er für fünf Monate als Kompanieoffizier und Lehrer zur I. Matrosendivision versetzt. Nach einem halben Jahr als Wachoffizier auf der Brigg Undine kam er am 12. Oktober 1876 als Instrukteur zur Schiffsjungenabteilung. Ab April 1877 fuhr er wieder als Wachoffizier auf der Glattdeckskorvette Medusa und der Panzerfregatte Preußen sowie als Instrukteur auf dem Artillerieschulschiff Mars.
Nach einem Monat als Kompanieführer der I. Matrosendivision kam er am 5. Mai 1879 als Kapitänleutnant und Wachoffizier auf die Panzerfregatte Friedrich der Große, auf der er auch nach dem I. und II. Coetus an der Marineakademie Kiel. Nach dem III. kam er am 1. Mai 1882 für fast vier Jahre als Assistent und Vorstand an das Torpedo-Depot in Friedrichsort.
Am 2. April 1886 wurde er als Korvettenkapitän Erster Offizier und vertretender Kommandant auf der Kreuzerfregatte Moltke. Ab dem  21. April des Dreikaiserjahres war er über fast drei Jahre Torpedodirektor der Kaiserlichen Werft Wilhelmshaven. Einen Monat nach Beginn der Ausreise nach Hongkong wurde er am 25. Februar 1891 Kommandant des Kreuzers Sophie.
Vom 14. August 1892 bis zum 2. Februar 1893 war er als Kapitän zur See zur Verfügung des Chefs der Marinestation der Nordsee gestellt. Nach acht Monaten als Mitglied der Schiffsprüfungskommission kam er am 25. September 1893 als Kommandant für drei Jahre auf die Panzerschiffe Bayern und für ein Jahr auf der Wörth. Am 15. Oktober 1896 wurde er Inspekteur der Inspektion der Marineartillerie. Ab 1. Oktober 1897 war er zweieinhalb Jahre Direktor der Marineschule sowie Lehrer und Direktionsoffizier der Marineakademie in Kiel. Vom 4. April bis zum 20. Juli 1900 als Konteradmiral zur Verfügung des Chefs der Marinestation der Ostsee gestellt, fuhr er im Sommer 1900 gegen den Boxeraufstand nach Taku-Reede. Am 21. Juli 1900 wurde er Zweiter Admiral des Ostasiengeschwaders. Die Heimreise aus Shanghai begann im November 1901. Am Tag nach der Heimkehr, am 29. Januar 1902, wurde Kirchhoff zur II. Marine-Inspektion beordert, deren Inspekteur er ab Mai 1902 war. Am 6. Dezember 1902 wurde unter Verleihung des Charakters als Vizeadmiral zur Disposition gestellt.

## Werke
- Seemacht in der Ostsee. 2 Bände, Robert Cordes, Kiel 1907–1908; 
  - Bd. 1: Ihre Einwirkung auf die Geschichte der Ostseeländer im 17. und 18. Jahrhundert. 1907 (Digitalisat).
  - Bd. 2: Ihre Einwirkung auf die Geschichte der Ostseeländer im 19. Jahrhundert. Nebst einem Anhang über die Vorgeschichte der Ostsee. 1908 (Digitalisat).
- Die Kieler Bucht als Kriegsschauplatz der Vergangenheit. In: Zeitschrift der Gesellschaft für Schleswig-Holsteinische Geschichte, Bd. 39 (1909), S. 320–343 (Digitalisat).
- Die Kieler Woche. In: Die Heimat. Bd. 23 (1913), Heft 6, Juni 1913, S. 163–170 (Digitalisat).
- mit Friedrich Sanders-Bremen: Der Weltkrieg zur See. Askanischer Verlag, Berlin 1916, (Digitalisat).